# Heterospira
Heterospira es un género de foraminífero bentónico considerado un sinónimo posterior de Biplanispira de la familia Pellatispiridae, de la superfamilia Nummulitoidea, del suborden Rotaliina y del orden Rotaliida. Su especie tipo era Heterospira mirabilis. Su rango cronoestratigráfico abarcaba el Eoceno.

## Clasificación
Heterospira incluía a las siguientes especies:
- Heterospira mirabilis †